# アライモアナ・モツアプアカ
アライモアナ・モツアプアカ（Alaimoana Motuapuaka、1991年5月12日 - ）は、トンガのラグビー選手。

## プロフィール
- トンガ出身[1]。
- ポジションはプロップ(PR)。
- 身長 192cm、体重 130kg

## 略歴
2011年、正智深谷高校卒業後、埼玉工業大学に入る。なお正智深谷高校時代、高校日本代表候補に選ばれたことがある。
2015年、埼玉工業大学卒業後、パナソニック ワイルドナイツ(現・埼玉パナソニックワイルドナイツ)に加入。
2017年、キヤノンイーグルス(現・横浜キヤノンイーグルス)に加入。
2018年、キヤノンイーグルスを退団した。
2021年、清水建設江東ブルーシャークスに加入。
2022年2月6日に行われたJAPAN RUGBY LEAGUE ONE第3節クリタウォーターガッシュ昭島戦にて途中出場で日本での公式戦初出場を果たした。同年8月、清水建設江東ブルーシャークスを退団した。